# Nicolas Théobald
Vous lisez un « article de qualité » labellisé en 2022.
Pour les articles homonymes, voir Théobald.
À ne pas confondre avec Frederick Vincent Theobald (1868-1930), entomologiste britannique et diptérologue.
Nicolas Théobald, né à Montenach (Alsace-Lorraine) le 31 août 1903 et mort à Obernai (Bas-Rhin) le 10 mai 1981 , est un géologue, paléontologue et entomologiste français.
Il est surtout connu pour l'orientation nouvelle de sa thèse d'État sur Les Insectes fossiles des Terrains oligocènes de France (1937). Il a découvert plusieurs genres et plus de 300 espèces d'insectes ; toutefois, ces fossiles étant souvent très proches des espèces actuelles, ce n'est pas leur valeur stratigraphique qui est mise en avant, mais leur signification biogéographique, permettant de déterminer les caractères climatiques et environnementaux de leurs milieux de vie et de décrire les paysages de la « France » oligocène.
Il est aussi un spécialiste de l'histoire géologique de tout le bassin du Rhin moyen et de la Moselle. Il insiste sur les preuves de mouvements tectoniques quaternaires principalement dans le fossé rhénan.
Agrégé de sciences naturelles, il a très tôt la vocation d'enseigner et, comme professeur de géologie à l'Université de Sarrebruck, puis à l'Université de Besançon, forme de nombreux chercheurs, tout en attirant l'attention sur la nécessaire protection des ressources en eau potable et des milieux naturels fragiles.

## Biographie

### Jeunesse
Nicolas Théobald naît, le 31 août 1903, à Montenach, dans un village lorrain alors allemand et proche du Luxembourg, comme il le raconte dans son ouvrage de souvenirs À l'heure des cloches de mon village : Scènes d'un village lorrain du début du 20e siècle. Il est le fils de Michel Théobald et de Catherine Mallinger,. Il passe toute son enfance « rythmée au son des cloches ». La confiscation de ces cloches en 1917 souligne le poids de la guerre ; elles seront remplacées en 1922. Il est issu d'une famille nombreuse de huit enfants, son père étant le maire du village, pratiquant l'élevage et travaillant aux champs. Sa mère va vendre au marché de Sierck-les-Bains les produits de la ferme, comme les mottes de beurre et les œufs.

### Formation
En mars 1918, à l'âge de quinze ans, il quitte son village  afin d'étudier et d'obtenir ses diplômes, n'y revenant que pendant les vacances. Il prépare le concours d'entrée à l'école normale à l'école préparatoire de Phalsbourg.
Suivent cinquante ans au service de l'enseignement et de la recherche. Après le retour de l'Alsace-Lorraine à la France, Nicolas Théobald est admis à l'École normale d'instituteurs de Metz, premier de la promotion 1920-1923. C'est l'occasion de découvrir les témoins du passé gallo-romain de la Moselle au Musée de Metz. Dans Montenach, Monographie d'un village lorrain, il raconte comment, sur les conseils du conservateur Roger Clément, il recherche dans les champs de Montenach des restes de grandes tuiles qui pourraient porter le sceau du fabricant. Son jeune frère Albert, qui l'accompagne, en trouve une avec six lignes de texte ; traduites par R. Clément, elles révèlent un compte des heures de travail d'un ouvrier de la tuilerie. Ce précieux vestige, daté du IIe siècle, est toujours conservé au Musée de Metz,,. Nicolas Théobald poursuit sa quatrième année à l'École normale d'instituteurs de Lyon, et réussit son entrée à l'École normale supérieure de Saint-Cloud (1924-1926) ; ses rencontres avec Teilhard de Chardin le déterminent dans sa vocation.

### Carrière
Après son service militaire, Nicolas Théobald est nommé professeur à l'école normale d'Obernai en 1927, étudiant en parallèle à l'université de Strasbourg et devient agrégé de sciences naturelles en 1930, date à partir de laquelle il enseigne au lycée de Mulhouse, puis au lycée de Nancy. Il soutient sa thèse à Nancy en 1937, et est élu à l'Académie nationale de Metz la même année ; il est nommé inspecteur d'académie à Albi (1937), puis à Colmar (1938). L'Inspecteur d'Académie est toujours au premier plan dans les manifestations marquant la fin de l'année scolaire, Fête de la Jeunesse dans le Tarn, ou Distribution des prix à Sainte-Marie-aux-Mines dans le Haut-Rhin.
Avec le début de la guerre en 1939, Nicolas Théobald est mobilisé comme lieutenant d'artillerie à Coëtquidan puis officier géologue à Mulhouse. Après la débâcle, il se retrouve, de 1940 à 1944, inspecteur d'Académie à Châteauroux, où ses liens avec le maquis berrichon lui permettent de dissimuler quelques malgré-nous alsaciens-lorrains ,.
Au cours de la libération progressive du territoire français, Châteauroux est libérée le 10 septembre 1944 et le Gouvernement provisoire de la République française nomme Nicolas Théobald inspecteur d'Académie à Strasbourg (15 novembre 1944). Il y arrive au moment de la libération de la grande ville alsacienne (23 novembre 1944). Il est chargé de rouvrir les écoles dans les villages au fur et à mesure du retrait des troupes allemandes, jusqu'à la libération définitive de Lauterbourg le 19 mars 1945.
Après la guerre, il est nommé administrateur en chef des Services de l'Éducation publique de Bade, à Fribourg-en-Brisgau (1945-1948). Parfaitement bilingue, il œuvre dans un esprit de réconciliation franco-allemande, suivant le mouvement lancé par Robert Schuman. En 1948, il participe à la fondation de l'université de la Sarre, Universitas Saraviensis, où il est nommé professeur de géologie et où il est élu doyen de la faculté des sciences (1949-1953). Puis, il poursuit sa carrière à l'Université de Besançon, comme titulaire de la chaire de Géologie Historique et Paléontologie (1953-1974).

### Retraite
Après sa retraite, Nicolas Théobald reste fidèle à sa vocation de partager des connaissances. Il assure volontiers des conférences, comme lors de l'exposition de Minéralogie de Thionville, en juin 1980 ; Le Républicain Lorrain lui consacre alors un article rappelant la découverte de la tuile gravée de Montenach.
Ses recherches historiques sur Montenach et la rédaction de ses souvenirs de jeunesse au village, qui l'occupent désormais, lui valent un regain de popularité en Lorraine. Après son décès le 10 mai 1981, Le Républicain lorrain publie sous la plume de Sylvain Post, son journaliste scientifique, un article empreint de sympathie : « Avec la disparition de Nicolas Théobald la science perd un poète ».

## Travaux et publications
Nicolas Théobald a publié de nombreux ouvrages et articles, notamment liés à ses recherches en géologie,,, en paléontologie et en géologie historique et à ses fonctions de professeur de géologie aux universités de Sarrebruck et de Besançon,.
Ses ouvrages de base pour la préparation aux concours de recrutement à l'enseignement des sciences de la terre reposent sur une longue pratique de la recherche sur le terrain et en laboratoire, dont sa thèse d'État, Les Insectes fossiles des terrains oligocènes de France, est le témoignage le plus connu. Le manuel de paléontologie écrit en collaboration avec Abel Gama et destiné aux étudiants en Sciences Naturelles souligne l'influence du milieu sur le déroulement de l'évolution, insiste sur l'importance du climat et sur l'équilibre dans les biotopes.
Il a initié à la recherche beaucoup de ses étudiants. De 1953 à 1971, il a dirigé 114 Diplômes d'études supérieures et plusieurs thèses. Il est aussi l'auteur de nombreuses cartes géologiques. Une liste chronologique complète des articles et des cartes géologiques peut être consultée sur Wikispecies,.

### Terrasses alluviales et néotectonique
Au cours de ses études, Nicolas Théobald avait été séduit par les idées avant-gardistes d'Alfred Wegener (1880-1930), théoricien de la dérive des continents. Mais, dans la première moitié du XXe siècle, la plupart des géologues et géographes estiment que les mouvements tectoniques responsables de la mise en place des continents et des montagnes ne sont plus sensibles à l'ère quaternaire. Les modifications du relief, quand les continents sont stables, sont alors liées aux variations du niveau des océans, comme l'explique la théorie eustatique, issue des travaux du géologue américain W. M. Davis et dont le principal représentant en France était, au début du XXe siècle, Henri Baulig, professeur de géographie à l'Université de Strasbourg (1877-1962).

#### Controverses autour de la théorie eustatique
Ces controverses ont été évoquées par les anciens élèves de Nicolas Théobald : Jean Blaison, Michel Campy, Daniel Contini et Yves Rangheard, dans un article de synthèse consacré à sa carrière,.

Comparaison de deux reconstructions de niveaux de mer pendant les 500 derniers millions d'années. L'échelle des changements durant la dernière transition glaciaire/interglaciaire est indiquée par la barre verticale noire. Pendant la plus grande partie de l'histoire géologique, le niveau moyen à long terme de la mer était significativement plus haut qu'aujourd'hui.

Les géologues s'accordent sur le fait qu'au Quaternaire, le niveau des océans a subi d'importantes fluctuations, liées aux variations de température. Lors des périodes glaciaires, l'eau étant capitalisée dans les glaciers de montagne et les Inlandsis, le niveau des mers a baissé, ce qui a favorisé l'érosion dans le cours inférieur des fleuves, tandis que leur cours supérieur était encombré de débris fluvio-glaciaires. Lors des interglaciaires, la remontée du niveau marin a favorisé au contraire l'alluvionnement à l'aval. Au moins quatre périodes glaciaires ont été répertoriées au Quaternaire et l'alternance de phases de creusement et de remblaiement a permis la formation de terrasses étagées ou emboîtées le long des cours d'eau (figures 1, 2 et 3).
La théorie eustatique se justifie dans les régions stables depuis la fin de l'ère tertiaire, comme les grands bassins sédimentaires, et Nicolas Théobald l'a appliquée dans ses premiers travaux sur la vallée de la Moselle à l'aval de Thionville ; il reconnaît des terrasses à 90, 60, 40 et 15 mètres au-dessus du niveau d'étiage de la rivière et les met en rapport avec les quatre grandes périodes glaciaires du Quaternaire,,,.
Mais ses études sur les terrasses d'alluvions anciennes du Rhin en Alsace et dans le Pays de Bade révèlent une disposition aberrante : leur altitude relative diminue de l'amont à l'aval, où elles s'ennoient dans les alluvions récentes, et le soubassement rocheux est de plus en plus profond. Nicolas Théobald, rappelant les observations concordantes de Andreas Gutzwiller (1894) (1912), Wilhelm Deecke (1917), et Abel Briquet (1928), (1930), conclut comme ces géologues que, durant le dépôt des alluvions, la plaine du Haut-Rhin a continué à s'affaisser (1933),. Cette région proche de Bâle, classée en zone IX-X sur une échelle de XII, l'échelle MSK, est encore affectée par des tremblements de terre ; en 1356, la ville de Bâle fut presque entièrement détruite par un séisme historique,.
Le jeune géologue compte développer ce thème dans une thèse, mais à l'université de Strasbourg, où il a passé sa licence et son diplôme de maîtrise universitaire en sciences, le géographe Henri Baulig, tenant de la théorie eustatique, fait travailler ses élèves sur les vallées du versant alsacien des Vosges, à charge pour eux de démontrer la stabilité du massif au Quaternaire. Le géographe n'admet pas la subsidence quaternaire du fossé rhénan (1935). La pression de l'école eustatique oblige Nicolas Théobald à abandonner ses travaux et à trouver un autre sujet de recherche, en paléontologie. Il attendra plus de 10 ans la liberté de reprendre le thème de la néotectonique dans le fossé rhénan,.

#### Reconnaissance des théories néotectoniques
Reprenant ses recherches dès la fin de la guerre, il publie en 1948 des données précises dans un mémoire sur le sud du fossé rhénan, et il affirme qu'« il est impossible d'expliquer l'accumulation de 200, parfois 300 et même 400 mètres d'alluvions dans certaines parties du fossé, si on n'admet pas que le fond même du fossé se soit abaissé au cours du dépôt »,.
Puis, en 1949, dans sa Contribution à l'étude de la basse terrasse rhénane, entre Bâle et Karlsruhe, Nicolas Théobald conclut que « les mouvements tectoniques ont interféré avec les phénomènes de remblaiement liés à l'eustatisme des niveaux de base ». Les vues des partisans de l'eustatisme et celles des tectoniciens se trouvent ainsi conciliées,.
Entre 1950 et 1977, Nicolas Théobald publie encore de nombreux articles sur le fossé rhénan, la Lorraine, le sud des Vosges et le fossé de la Saône, où il souligne l'importance des mouvements verticaux au Quaternaire. Il est en accord avec les chercheurs qui proposent d'expliquer l'affaissement du fossé rhénan par une compensation isostatique au relèvement des massifs anciens qui l'encadrent. Désormais, les « néotectoniciens » sont nombreux, tant en France qu'en Allemagne. La notion de mouvements tectoniques quaternaires, liée à la « théorie des plaques » est universellement acceptée.

### Paléontologie et écologie

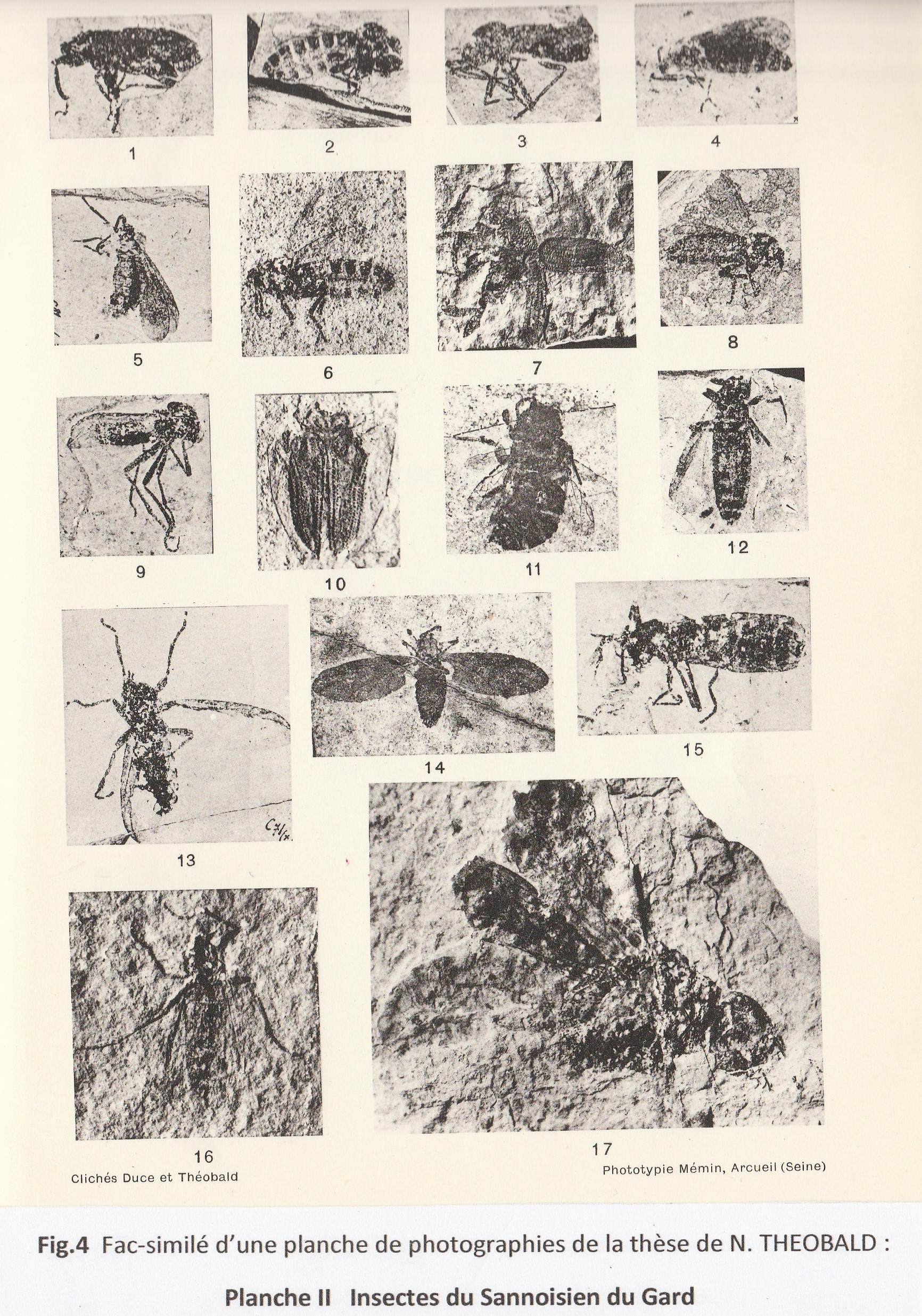
Fig.4 : Thèse de Nicolas Théobald,, Insectes du Sannoisien du Gard.Cénozoïque : Sannoisien

Lorsqu'il doit abandonner son sujet de thèse sur la néotectonique, Nicolas Théobald a déjà publié plusieurs articles sur la faune des ères secondaire ou quaternaire. En effet, le géologue cherchant à dater les terrains sédimentaires sur lesquels il travaille, par exemple pour établir une « carte géologique », est heureux de trouver des fossiles et doit les identifier. Certaines espèces n'ayant encore jamais été décrites ; il doit leur donner un nom.

#### Les insectes fossiles des terrains oligocènes de France: thèse de 1937
Les études sur les insectes fossiles sont rares lorsque Nicolas Théobald entreprend sa thèse sur les insectes oligocènes ; ceux-ci ne se trouvent que dans des dépôts continentaux ou lacustres, souvent négligés ou étudiés de façon marginale à l'époque. Ces fossiles sont petits et fragiles, de conservation difficile. Il est exceptionnel de trouver des échantillons entiers, sauf si l'insecte, tombé dans un lac ou une lagune en voie de comblement, a été enseveli rapidement sous des limons, s'il s'est trouvé enveloppé par des cendres volcaniques, ou encore piégé par une coulée de résine, qui donnera de l'ambre. Bénéficiant de l'accès à des collections de musées d'histoire naturelle, comme ceux de Bâle, de Marseille, de Clermont-Ferrand, de Bruxelles, le paléontologue va analyser environ 3 000 échantillons, qui sont photographiés, dessinés, comparés à des insectes fossiles déjà connus et aux représentants actuels des mêmes genres, et déterminés (Figure 4),.
Ces fossiles sont répartis en 650 espèces, dont 300 nouvelles, qui sont replacées dans leur milieu, par l'analyse des conditions de sédimentation et des restes végétaux : les biotopes sont reconstitués, car la faune caractérise bien les climats régionaux. Ainsi est présentée une synthèse vivante des milieux naturels de la période oligocène,.
Sur le territoire de la France actuelle, à l'Oligocène, la surface occupée par les lacs et les lagunes est considérable. Au sud et au sud-est de notre pays, l'orogenèse pyrénéenne ayant atteint son stade paroxysmal et les Alpes et la Provence étant en voie de surrection, des fossés d'effondrement et des synclinaux accueillent la sédimentation des débris arrachés aux terres émergées :
- ainsi, entre les Cévennes et les Garrigues languedociennes, un petit fossé à l'est d'Alès (Gard) est occupé par des eaux saumâtres, où se déposent calcaires, calcaires marneux et grès, et colonisées par des nymphéas et des roseaux, avec des hauts-fonds herbeux et des rives boisées de conifères et de pandanus où prospèrent les Bibionidés, diptères floricoles aux larves aquatiques, ou des Libellulidés. Plus haut poussent des Acacia celasensis Laurent. L'analyse des genres permet de supposer un climat méditerranéen à affinités subtropicales prononcées, comparable au climat actuel des Indes orientales et du sud de la Chine[14] ;
- plus à l'est, au nord du site actuel d'Aix-en-Provence, nous sommes plus près des mers périalpines. Des marnes calcaires séparant des bancs de gypse, exploités pendant des siècles à la « montée d'Avignon », ont fourni un nombre considérable d'insectes fossiles[15]. Ici, « des lagunes soumises à des influences marines périodiques » sont peuplées de poissons donnant la chasse aux insectes « dans les anses aux eaux tranquilles » : Hydrophilidés, Dytiscidés, etc. Nicolas Théobald cite de nombreuses plantes aquatiques (Typha latissima Heer, nénuphars). Sur les bords, des iris fleurissent au milieu des cyperacées et des graminées, habitées par des libellules et des Phryganes, des Bibio, Plecia et Tipules. Dans les forêts de conifères, les fourmilières sont nombreuses. Au-dessus de ces bassins, les chaînons de Provence, déjà émergés, sont occupés par des sortes de savanes, comme semble le prouver la présence de termites[16] ;
- en Haute-Alsace, l'ambiance est différente, car le fossé rhénan est occupé par une mer communiquant avec la mer du Nord, ce qui explique la rareté des genres d'eau douce (comme les libellules). Les gisements près de Mulhouse (Brunstatt) et dans le Pays de Bade (Kleinkems), rive droite du Rhin (en face de Kembs) présentent des marnes en plaquettes du Sannoisien moyen[17]; du côté allemand, on trouve davantage de Formicidés et de termites, prouvant la proximité d'étendues arides à l'emplacement de l'actuelle Forêt-Noire. Ces steppes sont parcourues par des oueds bordés de ripisylves. Lors des crues, les eaux entraînent des insectes mélangés à des débris végétaux jusqu'à des lagunes saumâtres soumises à de fréquentes influences marines[18] ;
- la thèse décrit aussi insectes et milieux oligocènes de Céreste (Basses-Alpes, aujourd'hui Alpes-de-Haute-Provence) dans le Luberon et de nombreux sites d'Auvergne[19].

La coexistence de certains insectes montre que, déjà entre 25 et 35 millions d'années avant le temps présent, il existe entre les espèces des relations de commensalisme ou de parasitisme ; les fourmis vivent en sociétés... Dans une Note complémentaire sur les insectes fossiles oligocènes des gypses d'Aix-en-Provence, le paléontologue décrit encore de nouvelles espèces, dont un Lépidoptère de la famille des Lycaenidae, Aquisextana irenaei, qu'il dédie à son épouse Irène (figure 5) et un homoptère Tetraneura oligocenica, qui suscite de l'intérêt encore des dizaines d'années après sa publication.
Cette étude paléontologique apparaît comme une véritable écologie du passé. L'originalité de la méthode est reconnue en France et à l'étranger  et jusqu'au Canada : Dr Théobald's monograph will be an indispensable reference and a model for work of the same nature.
La thèse est toujours précieuse pour les collectionneurs.

#### Autres contributions paléontologiques
Nicolas Théobald consacre à la période oligocène de nombreux autres travaux, en particulier sur la flore,  et les poissons d'Alsace,.
D'autres recherches concernent les Stégocéphales du Permien inférieur (ou Cisuralien) de Saint-Wendel en Sarre, les ammonites d'Alsace ou de Franche-Comté,, ou les faunes quaternaires en Alsace,, dans le Palatinat et en Franche-Comté,.
L'ouvrage de base publié en 1958 avec A. Gama souligne l'influence du milieu sur l'évolution des êtres vivants et insiste sur l'équilibre dans les biotopes. Un autre ouvrage, traitant des Fondements géologiques de la préhistoire, fait l'objet d'un large compte-rendu par Henriette Alimen, (Directrice du Laboratoire de Géologie Quaternaire du CNRS), dans la séance de la Société préhistorique française du 28 février 1973.

### Écologie, hydrologie et vie humaine
Le paléontologue n'ignore pas que la dégradation du milieu entraîne celle de la vie qui lui est associée. Confronté aux problèmes des groupes humains, il garde la même orientation écologique. Dans le cadre de sa charge de géologue associé au BRGM pour la mise au point de cartes géologiques, Nicolas Théobald doit assurer la recherche d'eau potable pour les communes de Haute-Saône ; constatant les risques de pollution des nappes phréatiques par les sablières, les ateliers de traitement des métaux, les abattoirs, laiteries et décharges, il insiste auprès des maires pour créer des périmètres de sécurité autour des captages d'eau potable. De cette expérience sort la publication d'un ouvrage sur la géologie et l'hydrogéologie de la Haute-Saône,.
Ses interventions sont parfois liées à des projets de grande envergure, comme celui de la création d'un lac artificiel à Vaivre (près de Vesoul, Haute-Saône), projet porté par le maire de Vaivre. Dans un ouvrage récent, le maire de l'époque, Pierre Bonnet, rappelle l'intervention du professeur Théobald de l'Université de Besançon, « scientifique de référence pour toutes les études géologiques », qui rédigea en 1970 un rapport préalable à l'établissement du lac.
Nicolas Théobald fut un de ceux qui alertèrent l'opinion sur la nécessité de prendre des mesures de protection de la Nature. Le paléontologue n'est pas un scientifique fermé à la vie ; au contraire, la recherche des traces de vie dans un monde pétrifié lui donne une sensibilité particulière à la protection de ses formes actuelles. Comme l'écrit Léon Moret : « Tous les travaux des paléontologistes actuels sont faits dans un sens évolutif, c'est-à-dire qu'ils se préoccupent avant tout des rapports de filiation des fossiles et de leurs rapports avec le monde des vivants ».

### Conservation du patrimoine naturel du village de Montenach
Retraité depuis 1974, Nicolas Théobald prend le temps de rédiger une monographie de son village natal et un recueil de ses souvenirs de jeunesse. En même temps, il s'engage dans la conservation du patrimoine naturel des collines qui servaient de pâture aux moutons et aux porcs tout autour du village ; elles sont occupées par des pelouses sèches où prospèrent en particulier des orchidées (Dactylorhiza maculata, Orchis mascula, Orchis militaris). L'enfant du pays convainc la municipalité de lutter contre le reboisement favorisé par l'abandon des pratiques ancestrales d'élevage. Après son décès à Obernai le 10 mai 1981 , le conseil municipal de Montenach et plusieurs propriétaires conviennent, avec le département de la Moselle, d'ériger les pelouses sèches en réserve naturelle volontaire, la réserve des sept collines, dédiée au professeur Nicolas Théobald.« Cette remarquable réserve naturelle, créée en 1985, consacre avant tout les belles études que Paul Haffner, pour la botanique, et Nicolas Théobald, pour la géologie, avaient effectuées dans la région de Montenach ». L'inauguration officielle, organisée par le maire de Montenach, Mathias Sausy, a lieu le 7 juin 1986, en présence du sous-préfet de Thionville Georges Bérard, du député de la Moselle le Dr Jean-Marie Demange, et du fils aîné de Nicolas Théobald, Jean-Gérard Théobald, professeur d'électronique à la faculté des sciences de Besançon.
Une convention de gestion est signée entre la commune et le Conservatoire des sites lorrains (Conservatoire d'espaces naturels) en 1987. Puis la réserve naturelle nationale de Montenach est classée par décret du 8 février 1994,.

## Distinctions
Nicolas Théobald est récipiendaire des décorations suivantes :
- 1949 :  Chevalier de la Légion d'honneur (11/05/1949)[njpg 1].
- 1963 :  Chevalier de l'ordre des Palmes académiques ou officier d'académie (15/11/1946)[njpg 2]. puis  Commandeur de l'ordre des Palmes académiques (13/07/1963).
- 1965 :  Chevalier de l'ordre du Mérite agricole (23/04/1965)[njpg 3].
- 1974 :  Officier de l'ordre national du Mérite (02/07/1974)[njpg 4],[rs 19].

Sylvain Post, dans l'article qu'il consacre au scientifique quelques jours après son décès commente : « Qu'il fût porteur de la rosette rouge, du ruban bleu et de la marque la plus élevée de la promotion violette n'était que justice, s'accorde-t-on à dire. Il avait accepté qu'on le fit chevalier du Mérite agricole. Cette décoration lui échut parce qu'il avait trouvé de l'eau potable pour un nombre considérable de petites communes de la Haute-Saône. ».

### Taxons dédiés éponymes
Avant 2023, six paléoentomologistes lui ont rendu hommage, par l'intermédiaire de sept espèces fossiles : 
- Louis Émile Piton, en 1935, avec Cicadellites theobaldi[rs 51] et Aeshna theobaldi[23],[rs 52], et, en 1940, avec Limonia theobaldi[rs 53]
- Jean Timon-David, en 1943, avec Tachydromia theobaldi[rs 54]
- Frank-Thorsten Krell, en 2000, avec Aphodius theobaldi[rs 55]
- l'entomologiste et taxonomiste turc Hüseyin Özdikmen (1966-) renomme, en 2010, Camponotus saussurei en Camponotus theobaldi[rs 56].
- John Skartveit et André Nel reclasse, en 2017, Bibio nigripennis en Plecia theobaldi[rs 57]

Sinon pour les espèces concernées, consulter la liste générée automatiquement.

## Publications

### Ouvrages
- Thèse : Nicolas Théobald, Les insectes fossiles des terrains oligocènes de France, Thèses Université de Nancy, coll. « Bulletin mensuel de la Société des Sciences de Nancy et Mémoires de la Société des Sciences de Nancy », 1937, 473 pp., 17 fig., 7 cartes, 13 tables, 29 planches hors-texte (OCLC 786027547).
- Nicolas Théobald, Géologie et Hydrogéologie de la Haute-Sâone, Annales Scientifiques de l'Université de Besançon, 1971, 3e série, Géologie, fasc.14, 76 pp.,15 fig., 10 planches hors-texte, 2 cartes (BNF 35162408, lire en ligne).
- Nicolas Théobald, Les Fondements Géologiques de la Préhistoire. Essai de chronostratigraphie des formations quaternaires., Paris, Doin, 1972, 95 pp., 45 figures. (BNF 35277288).
- Nicolas Théobald, Montenach, Monographie d'un village lorrain, Obernai 9 rue de la Victoire, 67210, 1975, 211 pp., 28 fig., 5 pl. (BNF 34573935, présentation en ligne).
- Nicolas Théobald, À l'heure des cloches de mon village : Scènes d'un village lorrain au début du 20e siècle., Obernai, 1er janvier 1979, 176 pp., 160 fig., 4 pl. (ISBN 2-307-43014-8, EAN 9782307430148, présentation en ligne).

### Articles
- Nicolas Théobald, « Les alluvions anciennes de la Moselle aux environs de Sierck. », Compte Rendu Sommaire de la Société Géologique de France,‎ 1931, p. 2: 10-12. (ISSN 0037-9417)
- Nicolas Théobald, « Le pays de Sierck, Description géologique comprenant une étude détaillée des terrasses de la Moselle entre Koenigsmacker et Sierck. », Bulletin de la Société d'Histoire de la Moselle, 33e cahier, 4e série,‎ 1932, IX: 1-45, 5 figures, 8 planches (ISSN 1149-4719).
- Nicolas Théobald, « Observations sur la basse terrasse du Rhin en aval de Bâle. », Bulletin de la Société Industrielle de Mulhouse, IC,‎ 1933, p. 21-27, 3 fig. (lire en ligne)
- Nicolas Théobald, « La flore des grès oligocènes de Spechbach-le-Bas (Haut Rhin). », Bulletin de la Société Industrielle de Mulhouse, t.C, n°1,‎ janvier 1934 (1), p. 18, 2 planches.
- Nicolas Théobald, « Contribution à la paléontologie du bassin oligocène du Haut-Rhin et du Territoire de Belfort. Les poissons oligocènes. », Bulletin du Service de la Carte géologique d'Alsace et de Lorraine,‎ 1934 (2), p. 117-162, planches XI-XV. (ISSN 0037-2560, lire en ligne).
- Nicolas Théobald, « Les formations quaternaires. », L'Enseignement scientifique, 8e année,‎ 1935, (79): 262-271, (80): 303-307, 6 figures, 1 tableau (ISSN 0367-1372).
- Nicolas Théobald, « Les alluvions anciennes de la Moselle et de la Meurthe en amont de Sierck. », Bulletin du Centenaire de la Société d'Histoire Naturelle de la Moselle, Metz,‎ 1935, (3), 34:69-100, 1 figure, 2 tableaux..
- Nicolas Théobald, « Note complémentaire sur les insectes fossiles oligocènes des gypses d'Aix-en-Provence. », Bulletin de la Société des Sciences de Nancy, Institut de Zoologie, rue Sainte-Catherine Nancy, (Nlle. Série) N°6,‎ juin 1937, p. 157-178, 2 planches,7 figures. (ISSN 1155-1119, DOI 10.5281/ZENODO.24876, BM SSN Juin 1937).
- Nicolas Théobald, « Découverte d'une défense de Mammouth, Elephas primigenius, dans les alluvions de la plaine rhénane de Valff (Bas-Rhin). », Bulletin de la Société des Sciences de Nancy,‎ 1937, (5):142-145 (ISSN 1155-1119, BM SSN Mai 1937).
- Nicolas Théobald, « Carte de la base des formations alluviales dans le sud du fossé rhénan. », Mémoires du Service de la Carte Géologique d'Alsace et de Lorraine,‎ 1948, (9):5-77, 9 cartes, 4 coupes, 1 planche. (ISSN 0080-9020, lire en ligne)
- Nicolas Théobald, « Contribution à l'étude de la basse-terrasse rhénane. », Bulletin de la Société Géologique de France,‎ 1949, (5), 19: 155-160. (ISSN 0037-9409, DOI 10.2113/gssgfbull.S5-XIX.1-3.155).
- Stégocéphales : Nicolas Théobald, « Contribution à l'étude des Stégocéphales du Permien inférieur de la Sarre. », Annales Universitatis Saraviensis, Sciences,‎ 1958, p. VII, (2): 192-210, 4 planches.
- Elephas : Nicolas Théobald, « Elephas Trogontherii dans les alluvions anciennes du niveau de Griesheim (Bas-Rhin). », Bulletin du Service de la Carte Géologique d'Alsace et de Lorraine,‎ 1958, T. 11, (2):21-24), 1 fig. (ISSN 0037-2560, lire en ligne)

### Articles en commun
- Louis Émile Piton et Nicolas Théobald, « Poissons, crustacés et insectes fossiles de l'Oligocène du Puy-de-Mur (Auvergne). », Mémoires de la Société des Sciences de Nancy,‎ 1939, p. 11-47, 28 fig., 2 pl. (ISSN 0369-2183).
- Nicolas Théobald et M. T. Cheviet, « Les Ammonites du Toarcien supérieur du Jura franc-comtois. », Annales Scientifiques de l'Université de Besançon,(2), Géologie,‎ 1959, (9): 43-77, 17 figures, 3 planches (ISSN 0523-056X).
- Nicolas Théobald et F. Firtion, « Découvertes paléontologiques dans la plaine du Rhin à Wörth en Palatinat. », Annales Universitatis Sarraviensis,‎ 1953, p. II, (3):177-185, 3 planches..
- Nicolas Théobald et H. Moine, « Les ammonites du Toarcien supérieur et de l'Aalénien du sentier de l'Ehn près d'Obernai (Bas-Rhin). », Bulletin du Service de la Carte Géologique d'Alsace et de Lorraine,‎ 1959, t 12,fasc. 1, 1-36, 6 planches (ISSN 0037-2560, lire en ligne).
- Nicolas Théobald et C. Szymanek, « Le crâne du Rhinocéros à narines cloisonnées des grottes de Rigney (Doubs). », Annales Scientifiques de l'Université de Besançon (2) Géologie,‎ 1963, fascicule 17:97-113 (ISSN 0523-056X).

### Ouvrages en commun
- Louis E. Piton et Nicolas Théobald, La faune entomologique des gisements Mio-Pliocènes du Massif Central, vol. 1, coll. « Revue des Sciences Naturelles d'Auvergne (N. S.) », 1935, 65-104 p. (DOI 10.5281/ZENODO.25694).
- Nicolas Théobald et Adrien Gama, Géologie générale et Pétrographie, Paris, Doin, Deren et Cie, 1956, 304, 157 fig., 12 planches. (BNF 33191118).
- Nicolas Théobald et Adrien Gama, Géologie générale et Pétrologie, Éléments de géodynamique, Paris, Doin, Deren et Cie, 1969, 586 p., 234 fig., 16 planches (BNF 35388754).
- Nicolas Théobald et Adrien Gama, Paléontologie : éléments de paléobiologie ([2e éd. revue et mise à jour]), Paris, Doin, Deren et Cie, 1969, 584 p. (OCLC 489626848, SUDOC 002208865, lire en ligne).
- Nicolas Théobald et Adrien Gama, Stratigraphie : éléments de géologie historique, Doin, Deren et Cie, 1969, 452 p. (ISBN 978-2-7040-0134-7, présentation en ligne).
- R. David-Henriet, Jean Blaison, A. Maillard, Y. Rangheard, Nicole Morre, Maurice Dreyfuss, N. Théobald et J. Thiébaut, Annales scientifiques de l'Université de Besançon (2ème Série - Géologie, Fasc. 16 - 1962). - Etude biométrique de l'espèce Hildoceras bifrons Bruguière (Toarcien). - Zonéographie du Callovien de Blye. - La protogine de Buez (Doubs). - Hydrogéologie et possibilités de culture à la Côte française des Somalies. : Vue d'ensemble sur le Jura Franc-Comtois et sur la retombée méridionale des Vosges., 1962 (lire en ligne).
- J. Sornay, C. Beauseigneur-Carquille, Y. Rangheard, N. Théobald, Jean Blaison, S. Giroud, Claude Berthomier et Michel Rossy, Annales Scientifiques de l'Université de Besançon (3e Série - Géologie, Fascicule 5 - 1968). - Sur des Ammonites du Barrémien et de l'Aptien d'Ibiza (Baléares). - Nouvelles observations sur les roches éruptives de l'île d'Ibiza (Baléares). - Tracé de la faille de la Savoureuse dans la traversée de Belfort. - La couverture triasique des Vosges dans les environs de Melisey (Haute-Saône) et dans l'angle SW de la feuille Giromagny au 50.000. - Révision des "Terebratula copiapensis" du Jurassique sakalava et définition de la nouvelle espèce T. bekodinesis. - Affinités, répartition et typologie du genre "Bouleiceras" Thevenin 1906. : Microgranites et Rhyolites de la région des Bordes (Côte-d'Or)., 1968 (lire en ligne).

### Ouvrages

#### Par année croissante
1. [taxonomic names Piton 1935] Louis E. Piton, Taxonomic names, in La faune entomologique des gisements Mio-Pliocènes du Massif Central, vol. 1, coll. « Revue des Sciences Naturelles d'Auvergne (N. S.) », 1935, 65-104 p.
2. [Piton 1935] Louis E. Piton, Pseudo-névroptères et Névroptères des Cinérites tertiaires d'Auvergne., vol. 78, coll. « Annales de la Société Linnéenne de Lyon », 1935, 171-176 p. (DOI 10.3406/linly.1935.14761).
3. [Henri Baulig 1935] Henri Baulig, « Quelques problèmes de morphologie vosgienne », dans L'Alsace géologique, géographique et géophysique, Bibliothèque Jean Macé, 1935, I:13-22. (BNF 3125). .
4. [Léon Moret 1940] Léon Moret, Manuel de Paléontologie animale, Masson et Cie, Paris, 1940, 675 p. (lire en ligne). .
5. [Charles Pomerol 1973] Charles Pomerol, Stratigraphie et Paléogéographie, Ère cénozoïque, Doin, Paris, 1973, 269 p. .
6. [Cadiot, Mayer-Rosa et Vogt 1979] Bernard Cadiot, D. Mayer-Rosa et Jean Vogt, chap. 96 « Le séisme bâlois de 1356 », dans Les tremblements de terre en France, sous la direction de Jean Vogt. Orléans, Mémoire du Bureau de Recherches Géologiques et Minières, décembre 1979, 224 p. (lire en ligne). .
7. [Camille Maire 2000] Camille Maire, La promotion 1920-1923 : Première promotion française de l'École Normale de Montigny, Société d'histoire et d'archéologie de la Lorraine, coll. « les Cahiers Lorrains, N°4, 2000 », 2000, 515-522 p. (lire en ligne). .
8. [Allègre et Dars 2011] Claude Allègre et René Dars, La géologie : Passé, présent et avenir de la Terre, Paris, Belin pour la science, 2011, 304 p. (ISBN 978-2-84245-102-8). .
9. [Pierre Bonnet 2019] Pierre Bonnet, Le Lac. J'en ai rêvé, Imprimerie Repro-System, Vesoul, 2019, 158 p. .

#### Ouvrages en allemand
- [William Deecke 1917] (de) Wilhelm Deecke, Geologie von Baden, T. 2 Tektonik, Berlin, Gebr. Borntraeger, 1917.

#### Ouvrages en anglais
- [Mayer-Rosa et Cadiot 1979] (en) D. Mayer-Rosa et B. Cadiot, A review of the 1356 Basel earthquake : basic data, Tectonophysics, vol. 53 issues 3-4, 20 mars 1979, 325-333 p. (DOI 10.1016/0040-1951(79)90077-5). .
- [Krell 2000] (en) Frank-Thorsten Krell, The fossil record of Mesozoic and Tertiary Scarabaeoidea (Coleoptera : Polyphaga), vol. 14, coll. « Invertebrate Taxonomy », 2000, 871-905 p. (DOI 10.1071/IT00031, lire en ligne).
- [Özdikmen 2010] (en) Hüseyin Özdikmen, New names for the preoccupied specific and subspecific epithets in the genus Camponotus Mayr, 1861 (Hymenoptera : Formicidae)., vol. 5, coll. « Munis Entomology & Zoology », 2010, 519-537 p. (lire en ligne).
- [Skartveit & Nel 2017] (en) J. Skartveit et A. Nel, Revision of fossil Bibionidae (Insecta : Diptera) from French Oligocene deposits, vol. 4225, coll. « Zootaxa [M. Clapham/M. Clapham] », 2017, 1-83 p.

### Articles

#### Par année croissante
1. [Roger Clément 1927] Roger Clément, « Un compte d'un briquetier gallo-romain du pays de la Moselle. », Revue des Études anciennes,‎ 1927, (29), 2:205-207, 1 fig. (ISSN 0035-2004, lire en ligne). .
2. [Abel Briquet 1928] Abel Briquet, « La terrasse à berge haute du Rhin moyen. », Bulletin du Service de la Carte Géologique d'Alsace et de Lorraine,‎ 1928, T. 1 (3): 263-268, 2 fig., pl. X (ISSN 0037-2560, lire en ligne).
3. [Abel Briquet 1930] Abel Briquet, « Le Quaternaire de l'Alsace. », Bulletin de la Société Géologique de France, vol. (4),‎ 1930, XXX: 977-1014 (ISSN 0037-9409).
4. [G. A. 1938] G. A., « Fête de la Jeunesse. », Le Tarn Républicain,‎ 2 juillet 1938. .
5. [Supplément du Messager 1939] Supplément du Messager, « Distribution des prix aux élèves de l'École Primaire Supérieure. », Messager des Vosges,‎ 19 juillet 1939. .
6. [Sylvestre Urbain 1939] Sylvestre Urbain, « Notes sur la Vie en Lorraine. Sur les insectes fossiles de l'Oligocène », L'Est républicain,‎ 5 avril 1939 (lire en ligne). .
7. [Jean Timon-David 1943] Jean Timon-David, « Insectes fossiles de l'Oligocène inférieur des Camoins (Bassin de Marseille).I-Diptères Brachycères. », Bulletin de la Société Entomologique de France, vol. 48,‎ 1943, p. 128-134 (DOI 10.3406/bsef.1943.15695, lire en ligne).
8. [Louis-Edmond Hamelin 1964] Louis-Edmond Hamelin, « Géomorphologie : géographie globale – géographie totale – associations internationales », Cahiers de géographie du Québec, vol. 8, no 16,‎ 1964, p. 199–218 (ISSN 0007-9766 et 1708-8968, DOI 10.7202/020499ar, lire en ligne, consulté le 9 mars 2022). .
9. [Claude Sittler 1972] Claude Sittler, « Le Sundgau, aspect géologique et structural », Sciences géologiques, bulletins et mémoires,‎ 1972, 25-2-3, p. 93-118 (lire en ligne). .
10. [Henriette Alimen 1973] Henriette Alimen, « Compte-rendu de : N. Théobald, Fondements géologiques de la Préhistoire. », Bulletin de la Société préhistorique française, Comptes-rendus des séances mensuelles,‎ 1973, vol 70 (2):42 (ISSN 0249-7638, lire en ligne). .
11. [Blaison et al 1973] Jean Blaison, Michel Campy, Daniel Contini et Yves Rangheard, « Jubilé scientifique de Nicolas Théobald. », Annales Scientifiques de l'Université de Besançon, 3e série, Géologie, fasc.18,‎ 1973, p. 7-8 (ISSN 0523-056X). .
12. [Darmois-Théobald et Rangheard 1973] Mireille Darmois-Théobald, « Paléontologie et écologie dans l’œuvre de N. Théobald. in « Recueil de travaux dédiés au Professeur N. Théobald » », Annales Scientifiques de l’Université de Besançon, 3e série, Géologie, fasc. 18,‎ 1973, p. 19-22, 1 fig. (ISSN 0523-056X). .
13. [R. Feuga 1975] R. Feuga, « Analyse d'ouvrage : Montenach. Monographie d'un village lorrain », Société d'Histoire Naturelle de la Moselle, 41e Bulletin,‎ 1975, p. 233-236. .
14. [Gérard Oestreicher 1980] Gérard Oestreicher, « Quand une tuile décide de la carrière d'un géologue », Le Républicain Lorrain-magazine,‎ 6 juin 1980, p. 33,1 photo. .
15. [Campy et Contini 1981] Michel Campy et Daniel Contini, « La Néotectonique en Franche-Comté (France) Vosges mériodionales - Jura septentrional », Bulletin de l'association française pour l'étude du quaternaire,‎ 1981 (lire en ligne). .
16. [Sylvain Post 1981] Sylvain Post, « Avec la disparition de Nicolas Théobald La science perd un poète », Le Républicain Lorrain,‎ 16 mai 1981, p. 3, 1 photo. .
17. [Yves Rangheard 1982] Yves Rangheard, « Vie et œuvre de Nicolas Théobald (1903-1981) », Annales Scientifiques de l'Université de Besançon, 4e série, no 4,‎ 1982, p. 3-11, 1fig. .
18. [J. Fons 1985] J. Fons, « Une fourmi de l'Oligocène de Provence : Iridomyrmex bréviantennis Théobald », Minéraux & Fossiles,‎ juillet 1985, n°181 30-31, 4 fig. .
19. [G.H. Parent 1985] G.H. Parent, « L'intérêt scientifique des sites du Stromberg à Contz-les-Bains, du Hammelsberg à Apach et des pelouses de Montenach (départ. de la Moselle, France; Grand-Duché de Luxembourg; Sarre, Allemagne occidentale) », Linneana Belgica, Revue Belge d'entomologie,‎ décembre 1985, p. 146-163, 8 fig. .
20. [Sylvain Post 1986] Sylvain Post, « Inauguration. Orchidées sous la pluie à Montenach : le soleil était dans les cœurs », Le Républicain Lorrain,‎ 8 juin 1986, p. 1, 1 fig., 1 photo. .
21. [Darmois-Théobald et Rangheard 1987] Mireille Darmois-Théobald et Yves Rangheard, « Une page de l'histoire de la néotectonique : les premiers travaux de Nicolas Théobald sur les terrasses rhénanes », Annales Scientifiques de l’Université de Besançon, 4e série, Géologie, fasc. 8,‎ 1987, p. 55-65, 6 fig. (OCLC 490154370). .
22. [Gérard Oestreicher 1990] Gérard Oestreicher, « Résistance : Surcouf, Jean-Marie et les autres », Le Républicain Lorrain,‎ avril 1990. .
23. [Jean-Gérard Théobald 2001] Jean-Gérard Théobald, « Souvenirs de la guerre 39-45. », Revue lorraine populaire, n°159,‎ 2001, p. 38-40. .
24. [Claudia Gatta 2018] Claudia Gatta, « Tituli ante cocturam sur deux tegulae de Montenach (Moselle) et Thorame-Haute (Alpes-de-Haute-Provence) : nouvelle édition et apports à la question de l’organisation du travail dans les tuileries gallo-romaines », Gallia, 75002 Paris, UMR 8210, Anthropologie et histoire des mondes antiques (ANHIMA). Université Paris-I Panthéon-Sorbonne, 2 rue Vivienne,‎ 2018 (DOI 10.4000/gallia.3848, lire en ligne [PDF]). .

#### Articles en allemand
- [Gutzwiller 1894] (de) Andreas Gutzwiller, « Diluvialbildungen der Umgebung von Basel. », Verh. der Naturf. Ges. in Basel,‎ 1894, Band X: 512-688, 2pl. .
- [Gutzwiller 1912] (de) Andreas Gutzwiller, « Die Gliederung der diluvialen Schotter in der Umgebung von Basel. », Verh. der Naturf. Ges. in Basel,‎ 1912, Band XXIII: 57-75. .

#### Articles en anglais
- [A. L. (A. Leopold?) 1937] (en) A. L. (A. Leopold?), « Review : Les Insectes Fossiles des Terrains Oligocènes de France by Nicolas Théobald. », The Canadian Field-Naturalist,‎ décembre 1937, p. 137 (ISSN 0008-3550). .
- [Ole E. Heie 1970] (en) Ole E. Heie, « Notes on Six Little Known Tertiary Aphids (Hem. Aphidoidea) », Ent. scand.I,‎ 1970, p. 109-119, 9 fig. .

#### Articles en italien
- [M. Magnani 1937] (it) M. Magnani, « Les insectes fossiles des terrains oligocènes de France. », Natura, Rivista di Scienze Naturali (XV), Milano, Società italiana di Scienze Naturali,‎ marzo 1937, p. 30-32. .

### Articles connexes

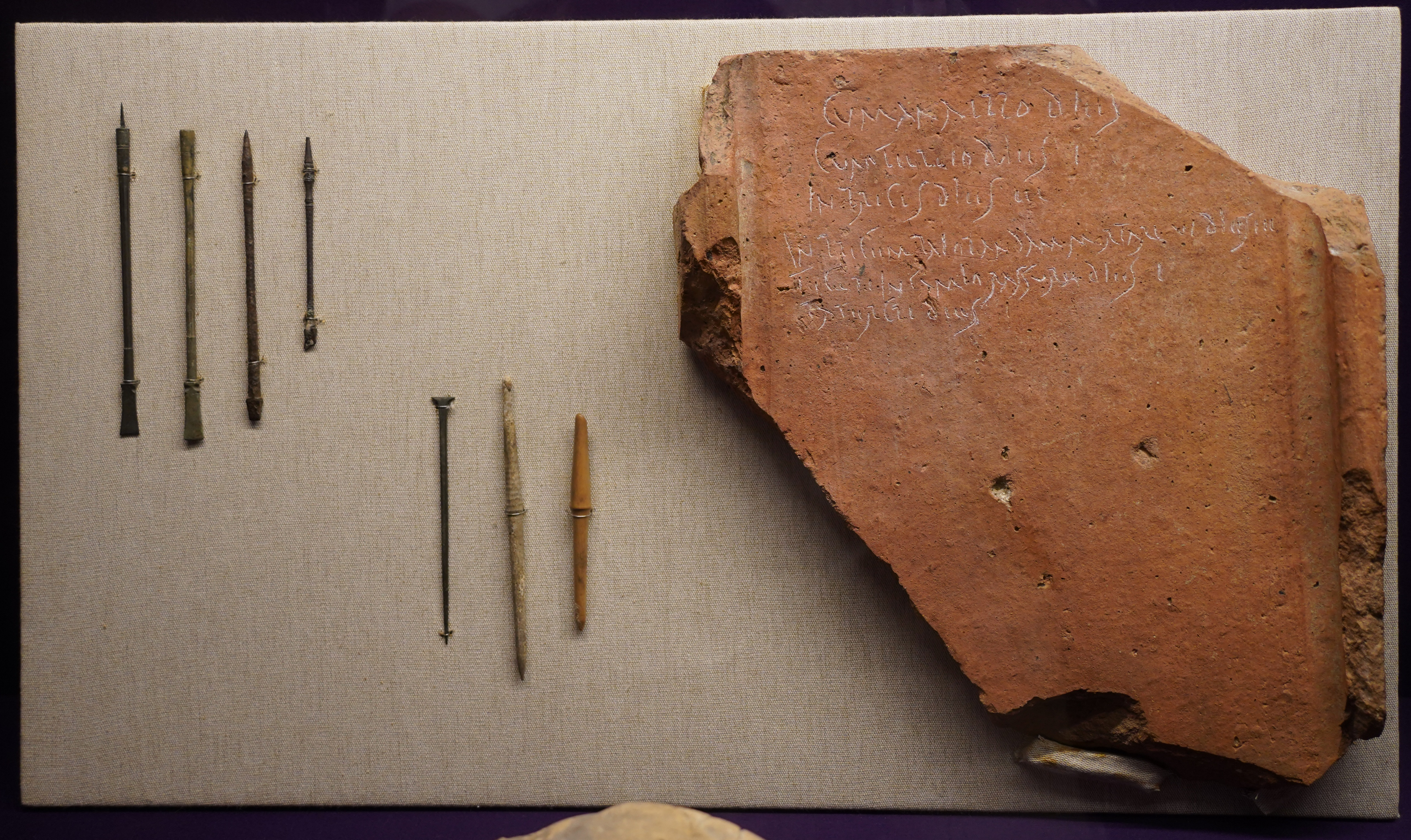
Tegula ou tuile romaine trouvée par Albert Théobald, son frère, à Montenach, au printemps 1922 au lieu-dit Leinstroff, aujourd'hui au musée de la Cour d'Or de Metz.